# يونكس مركز البحوث

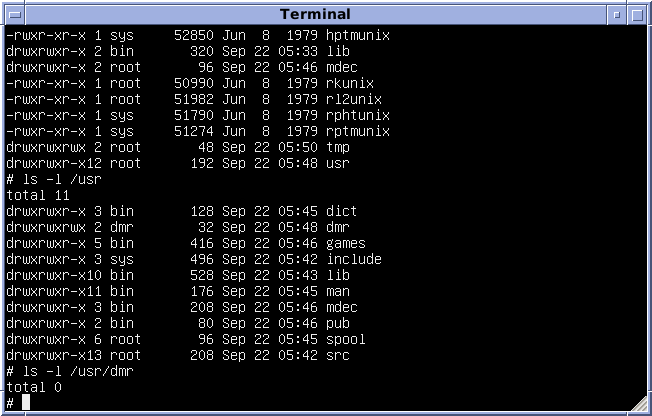

يونكس مركز البحوث (بالإنجليزية: Research Unix)‏ هو مصطلح يستخدم للإشارة إلى إصدارات من نظام التشغيل يونكس اصدرت لحواسيب كلا من DEC PDP-7, PDP-11, VAX و Interdata 7/32 و 8/32. طورت في مركز بحوث علوم الحاسوب التابع لمختبرات بيل. (يشار إليه غالبا بالقسم 1127).

## إصدارات
| دليل الإصدار                        | تاريخ الإصدار  | الوصف                                                                                  |
| ----------------------------------- | -------------- | -------------------------------------------------------------------------------------- |
| الإصدار الأول                       | 3 نوفمبر.1971  | الإصدار الأول من دليل استعمال يونكس، اعتمد على ذلك الإصدار المسمى PDP-11 في ذلك الوقت. |
| الإصدار الثاني                      | 12 يونيو. 1972 | وكان إجمالي عدد المثبتين له في ذلك الوقت 10، وفقا لمقدمة الدليل. (دليل استعمال يونكس)  |
| الإصدار الثالث                      | فبراير. 1973   | عرض لغة البرمجة سي والأنابيب، وكان مجموع عدد التثبيتات 16.                             |
| الإصدار الرابع                      | نوفمبر. 1973   | أول يونكس مكتوب بلغة السي، وقدم أيضا المجموعات. وزاد عدد المثبتين عن العشرين.          |
| الإصدار الخامس                      | يونيو. 1974    | قدم (sticky bit) وزادت عدد التثبيتات فوق الخمسين.                                      |
| الإصدار السادس                      | مايو 1975      | أول يونكس يوزع على نظاق واسع خارج مختبرات بيل. شهد مايو 1977 إطلاق سراح ميني-يونكس،    |
| الإصدار السابع                      | يناير. 1979    |                                                                                        |
| الإصدار الثامن                      | فبراير. 1985   |                                                                                        |
| الإصدار التاسع                      | ستمبر. 1986    | اخذ اكواد من 4.3BSD, يستخدم داخليا.                                                    |
| الإصدار العاشر                      | أكتوبر. 1989   |                                                                                        |
| Plan 9 from Bell Labs]] 1st Edition | 1993           |                                                                                        |